# The Monolith Monsters
The Monolith Monsters – amerykański film science fiction z 1957 roku.

## Opis fabuły
W okolicach miasta San Angelo uderza w ziemię olbrzymi czarny meteor i roztrzaskuje się na kawałki po całej okolicy. Podczas deszczu kawałki te rosną przybierając kształt olbrzymich monolitów. Potem monolity przewracają się i roztrzaskują znowu na kawałki. Kawałki te znowu rosną i cały cykl się powtarza. Każdy człowiek, który znajduje się w zasięgu podczas upadku monolitu ginie zmiażdżony albo zamienia się w posąg. Zasięg monolitów ciągle się rozprzestrzenia. Staje się jasne, że to najazd z kosmosu. Mieszkańcy miasta usiłują ratować siebie i cały świat.

## Obsada
- Steve Darrell – Joe Higgins
- Linda Scheley – Ginny Simpson
- Richard H. Cutting – dr. E.J. Reynolds
- Harry Jackson – Dr. Steve Hendricks
- William Flaherty – szef Dan Corey
- Phil Harvey – Ben Gilbert
- Trevor Bardette – Profesor Arthur Flanders
- Dean Cromer – Posterunkowy patrolujący autostradę